# Powiśle (region)
Powiśle, Dolne Powiśle, rzadziej Powiśle Gdańskie (niem. Unteres Weichseltal) – współczesny region etnograficzny i geograficzny, obejmujący obszar nad dolną Wisłą, na jej wschodnim brzegu.

## Granice
Obszar ten w każdym znaczeniu nie wykracza poza połączone terytoria Pomezanii i Pogezanii, sięgające od dolnej Wisły i Nogatu po Pasłękę, które w późniejszym okresie podzielono na dwie inne krainy historyczne – ziemię malborską oraz Prusy Górne.

### W ścisłym znaczeniu
Powiśle najczęściej rozumiane jest jako obszar odpowiadający w przybliżeniu dawnej rejencji zachodniopruskiej (bez Żuław i Mierzei Wiślanej, za to poszerzonej o Zalewo i Stary Dzierzgoń), obejmującej: 
- według podziału na dawne plemiona pruskie: 
  - całość dawnej Pomezanii (ale nie rozleglejszej diecezji pomezańskiej), poza Żuławami Wielkimi zaliczanymi przez historiografię polską do Pomorza Gdańskiego,
  - północny skrawek dawnej Pogezanii (tylko okolice miast: Elbląg i Tolkmicko, z których te ostatnie było na granicy z Warmią plemienną),
- według późniejszego podziału Prus na Prusy Królewskie i Książęce: 
  - ziemię malborską (poza Żuławami Wielkimi, zaliczanymi do historycznego Pomorza Gdańskiego),
  - zachodnią część okręgu Prus Górnych (tzw. Pomezanię Książęcą).

Obszar ten przed II wojną światową był w istotnym odsetku zamieszkiwany przez ludność polską. Obejmuje dzisiejszą wschodnią część województwa pomorskiego – powiaty: kwidzyński, sztumski oraz malborski (bez gmin Lichnowy, Miłoradz i Nowy Staw), a także północno-zachodnią część województwa warmińsko-mazurskiego – miasto Elbląg, powiat elbląski (bez gmin Pasłęk, Godkowo i Młynary), powiat iławski (bez gminy Lubawa), a także dawne miasteczko Biskupiec w powiecie nowomiejskim. Są to obszary położone na północ od ziemi chełmińskiej, na południowy zachód od Hockerlandii, na południe od Żuław Wiślanych oraz na północny zachód od granicy Mazur. Wisła oraz Nogat oddzielają na zachodzie Powiśle od Pomorza Gdańskiego.
Do miast Powiśla w powyższym, ścisłym znaczeniu należą:
| Lp. | Miasto    | Populacja | Powierzchnia | Województwo         |
| --- | --------- | --------- | ------------ | ------------------- |
| 1.  | Elbląg    | 117 952   | 79,82 km²    | warmińsko-mazurskie |
| 2.  | Kwidzyn   | 38 179    | 21,54 km²    | pomorskie           |
| 3.  | Malbork   | 37 898    | 17,2 km²     | pomorskie           |
| 4.  | Iława     | 33 128    | 21,88 km²    | warmińsko-mazurskie |
| 5.  | Sztum     | 9746      | 4,59 km²     | pomorskie           |
| 6.  | Prabuty   | 8710      | 7,29 km²     | pomorskie           |
| 7.  | Susz      | 5586      | 6,67 km²     | warmińsko-mazurskie |
| 8.  | Dzierzgoń | 5413      | 3,90 km²     | pomorskie           |
| 9.  | Tolkmicko | 2731      | 2,29 km²     | warmińsko-mazurskie |
| 10. | Zalewo    | 2165      | 8,22 km²     | warmińsko-mazurskie |
| 11. | Kisielice | 2109      | 3,37 km²     | warmińsko-mazurskie |

Natomiast do leżących tam miejscowości, które z różnych przyczyn utraciły status miasta, należą również:
| Lp. | Dawne miasto | Populacja | Prawa miejskie | Degradacja | Województwo         |
| --- | ------------ | --------- | -------------- | ---------- | ------------------- |
| 1.  | Gardeja      | 2282      | 1334 r.        | 1945 r.    | pomorskie           |
| 2.  | Biskupiec    | 1927      | 1331 r.        | 1946 r.    | warmińsko-mazurskie |

### W poszerzonym znaczeniu
Po 1945 roku znaczenie Powiśla usiłowano rozciągnąć dodatkowo na wszystkie inne regiony niż Warmia, Mazury i Żuławy Wielkie, które zostały włączone w granice Polski do utworzonego na terenie byłych Prus Wschodnich okręgu mazurskiego. Ziemie te w dwudziestoleciu międzywojennym nie należały do Polski ani do Wolnego Miasta Gdańska.
W 1953 roku pracownicy Instytutu Zachodniego w Poznaniu opisali Powiśle jako obszar obejmujący ówczesne powiaty: elbląski, malborski, sztumski, kwidzyński, suski, morąski, pasłęcki. Przy opisywaniu tego obszaru wskazywano, że stanowi on trzecią część (po Warmii i Mazurach) tzw. Pomorza Mazowieckiego. Rajmund Galon zdefiniował wówczas nowe granice regionu: Wschodnia granica Powiśla przebiega wzdłuż rzeki Pasłęki, następnie wschodnim skrajem Wyżyny Elbląskiej. Południowa granica Powiśla trzyma się granicy politycznej sprzed 1939 roku. Jednocześnie wskazywał, że Powiśle nie posiada cech odrębnego regionu geograficznego i wchodzi w skład kilku krain naturalnych rozciągających się pomiędzy Wisłą a Niemnem, a jedynie skrajne usytuowanie Powiśla w stosunku do pozostałych obszarów Pomorza Mazowieckiego, nizin nadwiślańskich i Żuław stanowi o jego wyodrębnieniu.
Miało to w zamyśle umożliwić całkowite wyparcie ze świadomości oraz języka potocznego, urzędowego i naukowego nazwy historycznej Prusy Górne, postrzeganej jako godzące w przynależność tych terenów do Polski. Obawy te nie były ówcześnie całkowicie bezpodstawne, jako że negowanie przynależności tych terenów do Polski stanowiło wówczas zarówno w dyskursie wewnętrznym, jak i na arenie międzynarodowej jeden z nienaruszalnych fundamentów polityki władz Niemiec Zachodnich będących trzonem odtwarzającej się państwowości niemieckiej.
Tak przedefiniowane granice regionu obejmowałby nie tylko ziemię malborską (bez Żuław Wielkich) i Pomezanię Książęcą, ale także Hockerlandię, która stanowiła etnograficzny trzon historycznych Prus Górnych. Powiśle poszerzone w powyższy sposób pokrywałyby się zatem z większością obszaru Prus Górnych aż po rzekę Pasłękę, lecz bez ich południowo-wschodniej części stanowiącej Mazury. W porównaniu do ściśle rozumianego regionu, zawierałoby dodatkowo gminy wiejskie Łukta, Małdyty i Godkowo, a także miasta:
| Lp. | Miasto   | Populacja | Powierzchnia | Województwo         |
| --- | -------- | --------- | ------------ | ------------------- |
| 1.  | Morąg    | 14 042    | 6,11 km²     | warmińsko-mazurskie |
| 2.  | Pasłęk   | 12 298    | 10,63 km²    | warmińsko-mazurskie |
| 3.  | Miłakowo | 2609      | 8,76 km²     | warmińsko-mazurskie |
| 4.  | Młynary  | 1792      | 2,76 km²     | warmińsko-mazurskie |

Określenie Powiśle w tym drugim znaczeniu jest w rzeczywistości nazwą sztuczną, silnie promowaną przez władze PRL, niemającą uzasadnienia historycznego. Jednakże jest ono współcześnie używane w celu identyfikacji mieszkańców i północno-zachodniego obszaru województwa warmińsko-mazurskiego. Jego stosowanie w poszerzonym znaczeniu wzbudza dużo kontrowersji.
Do Powiśla bywają czasem także zaliczane mylnie Żuławy Wielkie, stanowiące w rzeczywistości część Pomorza Gdańskiego.
Władze samorządowe województwa pomorskiego chcąc przeprowadzić działania promocyjne tego regionu i podkreślić wielokulturowość Pomorza ustanowiły rok 2007 Rokiem Powiśla, co związane było z większą liczbą imprez kulturalnych na obszarze powiatu sztumskiego i kwidzyńskiego.

## Historia

Pomezania i Pogezania na mapie plemion pruskich w XIII wieku.

Od czasów plemiennych Prusowie zamieszkiwali obszar od Wisły i Nogatu do rzeki Dzierzgoń, który nazywano Pomezanią, a pomiędzy rzekami Dzierzgoń i Pasłęką – Pogezanią. W 1226 książę Konrad I mazowiecki sprowadził Krzyżaków na ziemię chełmińską, co zapoczątkowało ich ekspansję w stronę Prus. Przez następne 200 lat Zakon Krzyżacki kolonizował Prusy i zbudował swoje państwo.

Na mocy postanowień II pokoju toruńskiego Zakon Krzyżacki oddał Polsce Pomorze Gdańskie, ziemię chełmińską, Warmię, północno-zachodni skrawek Pomezanii oraz zachodnią część Pogezanii, które wspólnie stały się Prusami Królewskimi. Pozostałą część Państwa Zakonnego przemieniono w Prusy Książęce, które zostały lennem Polski. Stolica dawnego państwa zakonnego została wtedy przeniesiona z Malborka do Królewca.

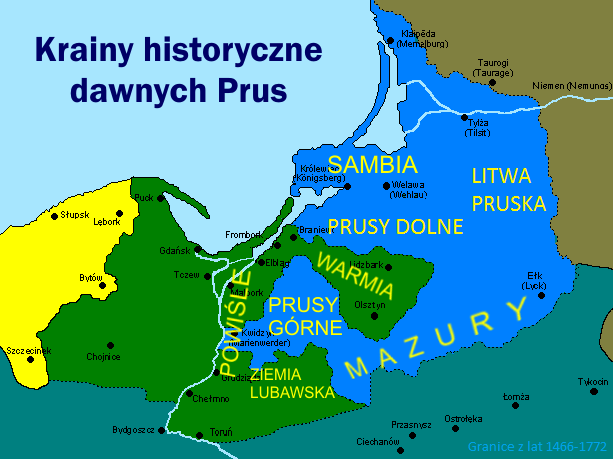
Regiony historyczne i etnograficzne dawnych Prus.

W latach 1466–1772 cztery ówczesne powiaty Prus Królewskich: sztumski, kiszporski (dzierzgoński), elbląski, malborski tworzyły województwo malborskie, odpowiadające historycznemu regionowi zwanemu ziemią malborską. Województwo stanowiło jedną z czterech części Prus Królewskich. Zamek w Malborku był do rozbiorów Polski rezydencją królewską, a od 1568 był także siedzibą Komisji Morskiej – pierwszej polskiej admiralicji. Elbląg był jednym z największych miast portowych Korony Polskiej, a także jednym z dziesięciu miast Rzeczypospolitej, które miały prawo czynnego uczestnictwa w akcie wyboru króla Polski. Ponadto w Elblągu skonstruowano i w 1571 zwodowano pierwszy okręt przeznaczony dla polskiej floty – galeon „Smok”. Po I rozbiorze Polski cały region znalazł się pod panowaniem Prus.

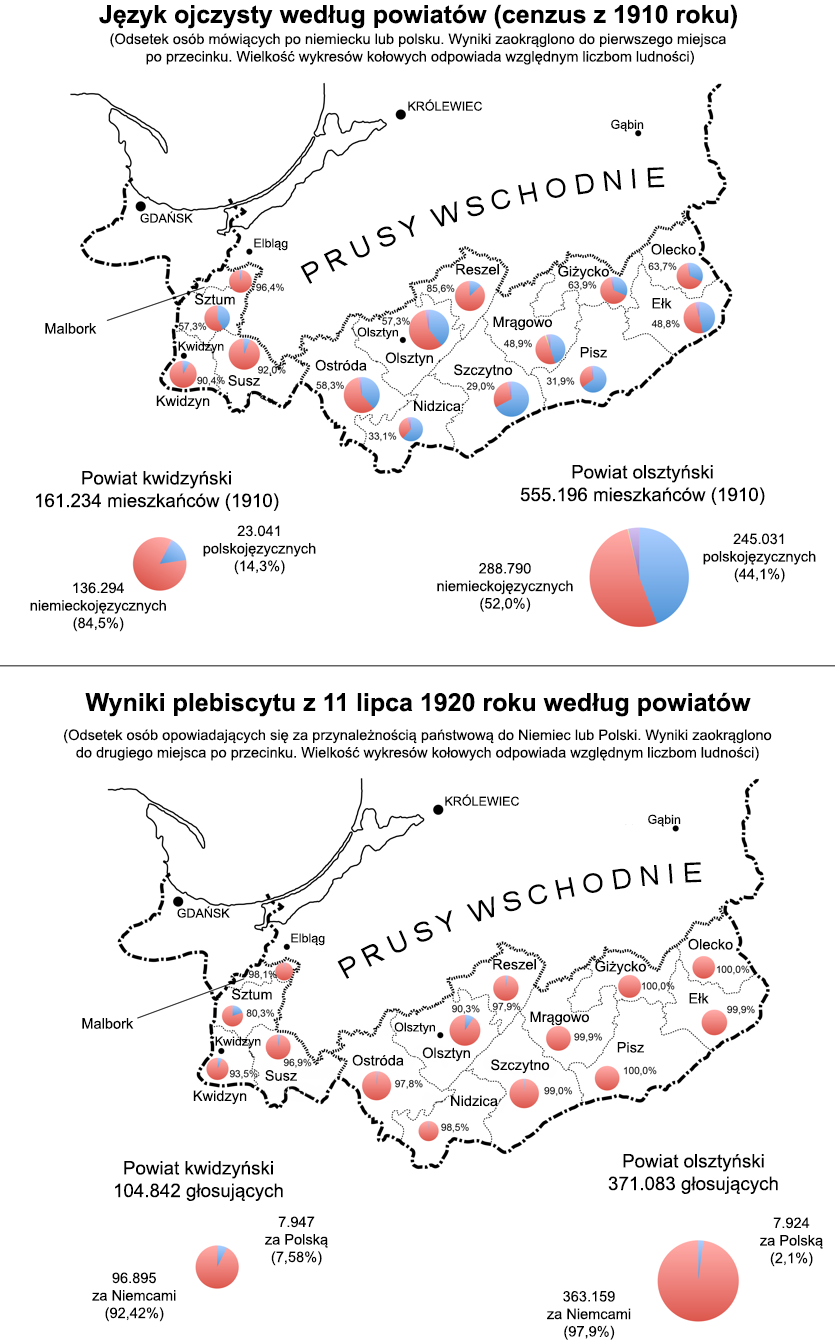
Języki ojczyste oraz wyniki Plebiscytu na Warmii, Mazurach i Powiślu w 1920 roku.

Powiśle jako nazwa regionu po raz pierwszy pojawiło się w okresie kampanii przed plebiscytem w 1920 roku. Miał on zadecydować o przynależności państwowej tego obszaru, zamieszkiwanego przez istotny odsetek ludności polskiej, obejmującego ówczesne powiaty prowincji Prus Zachodnich, położonych na wschód od Wisły i Nogatu oraz na północ od ziemi chełmińskiej (powiat malborski, sztumski, kwidzyński i suski). Nazwy Pomezania i Pogezania także bywały używane.

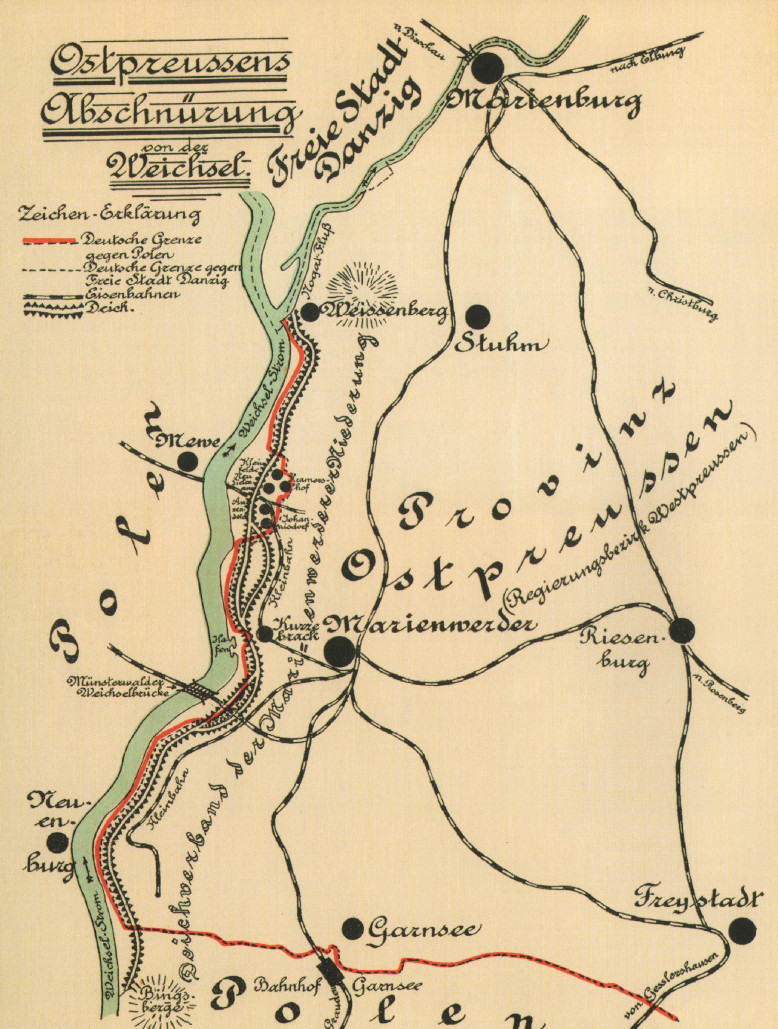
Zmiany granic na Powiślu po plebiscycie w 1920 roku. Obszary, które zagłosowały za Polską, weszły w skład powiatu gniewskiego.

Dla tej części obszaru plebiscytowego, która stanowiła dawne województwo malborskie, używano wciąż w dwudziestoleciu międzywojennym w Polsce określenia ziemia malborska. Ówczesny powiat elbląski i miasto Elbląg nie zostały natomiast objęte plebiscytem ze względu na niebudzącą wątpliwości przewagę liczebną ludności niemieckojęzycznej, pomimo historycznej przynależności tego obszaru do ziemi malborskiej. Z plebiscytu wyłączono także obszary należące historycznie do Pomorza Gdańskiego tj. część powiatu malborskiego obejmującą Żuławy Wielkie, która została włączona jako powiat Wielkie Żuławy do Wolnego Miasta Gdańska, a także wschodnią część Mierzei Wiślanej, która przyznana została bez plebiscytu Niemcom i stała się częścią powiatu elbląskiego. Plebiscytem został zatem objęty jedynie fragment historycznej ziemi malborskiej, który Władysław Łęga opisał jako obszar między rzeką Wisłą, Nogat, Dzierzgoń, Liwą a linią Malborka, zamieszkiwany przez ludność polską mówiącą narzeczem malborskim.
Pozostała część obszaru plebiscytowego historycznie stanowiła tzw. Pomezanię Książęcą, zaliczaną do krainy określanej niemiecką nazwą Oberland (dosł. Pogórze), a po polsku zwaną Prusami Górnymi, która położona była na wschód i południowy wschód od ziemi malborskiej. Obejmowała ona miejscowości takie, jak Kwidzyn, Prabuty, Susz, Iława, Zalewo, Kisielice, Biskupiec i Stary Dzierzgoń, przy czym plebiscyt nie objął jej fragmentu leżącego w granicach powiatu morąskiego (obejmującego Zalewo i Stary Dzierzgoń). Z kolei leżąca na historycznym Pomorzu Gdańskim lewobrzeżna część powiatu kwidzyńskiego (z miastem Gniew) została przyznana bez plebiscytu Polsce, gdzie stała się powiatem gniewskim.
Plebiscyt odbył się 11 lipca 1920 i był nadzorowany przez komisję z siedzibą w Kwidzynie. Na kartach plebiscytowych były do wyboru opcje „Polska” albo „Prusy”. Większość ludności Powiśla zagłosowała za pozostaniem w granicach Prus (a w konsekwencji Niemiec, co dla wielu spośród osób głosujących za „Prusami” nie było oczywiste).

## Polscy działacze plebiscytowi na Powiślu

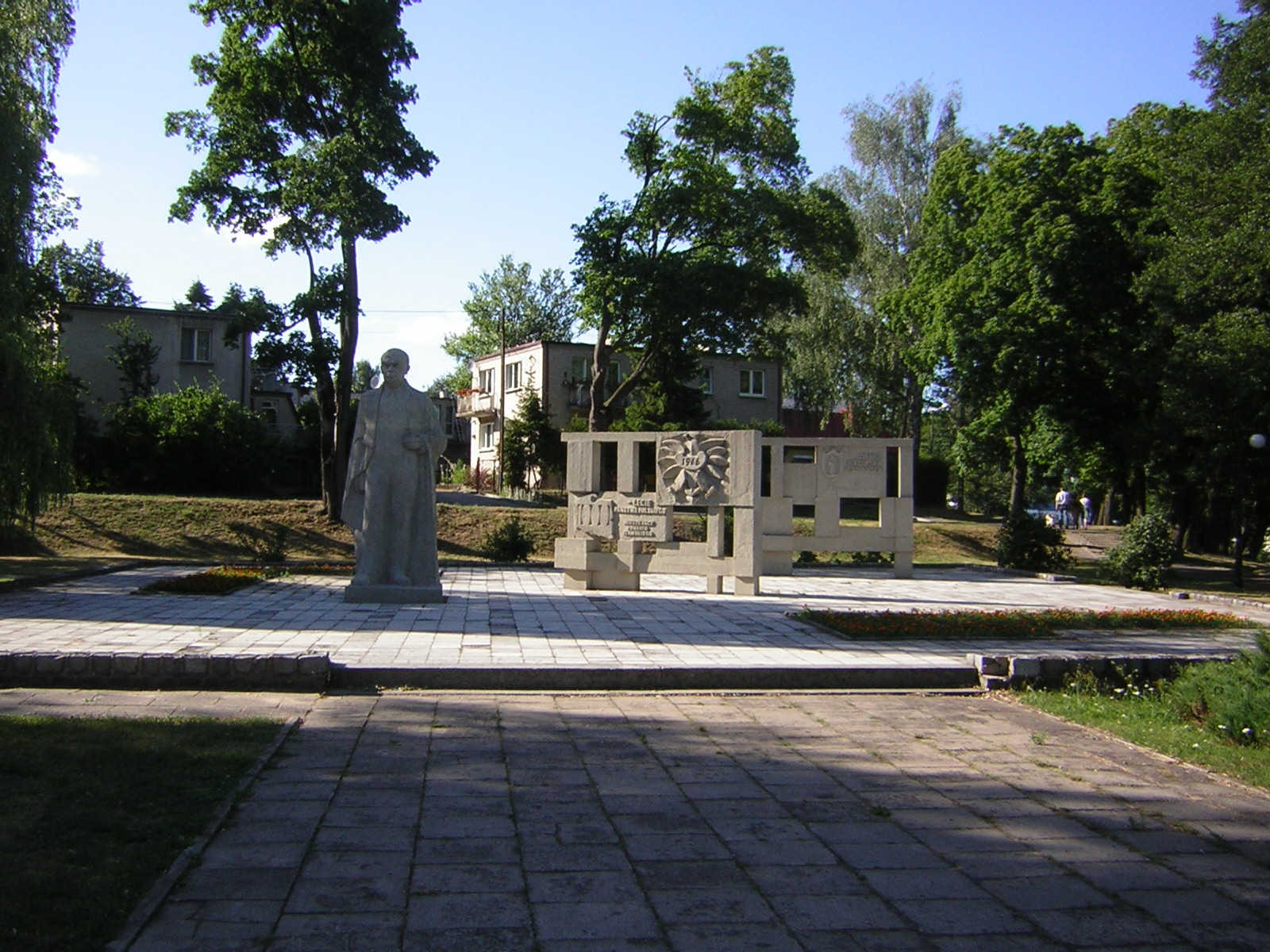
Pomnik Stefana Żeromskiego w Iławie.

- Helena Sierakowska – działaczka społeczna i oświatowa na Warmii i Powiślu. Po 1920 roku, gdy w efekcie niekorzystnego dla Polski plebiscytu Powiśle pozostało w prowincji wschodniopruskiej, dzięki jej staraniom, w 40 niemieckich szkołach na Powiślu wprowadzono lekcje polskiego. Z pomocą innych osób zorganizowała też 15 polskich przedszkoli.

- Stefan Żeromski – prozaik, publicysta, dramaturg. Członek Warmińskiego Komitetu Plebiscytowego[22]. Uczestniczył w wiecach, przekonując mieszkańców Warmii i Powiśla do głosowania w plebiscycie za przyłączeniem tych ziem do Polski[23].
- Witold Donimirski – działacz polityczny, społeczny i oświatowy. Brał udział w założeniu Banku ludowego w Sztumie i działał w licznych polskich organizacjach.
- Władysław Gębik – pisarz, pierwszy dyrektor Gimnazjum Polskiego w Kwidzynie. Twórca polskiego szkolnictwa średniego w Prusach Wschodnich.
- Władysław Łęga – duchowny rzymskokatolicki, archeolog, etnograf, historyk, krajoznawca, podpułkownik Wojska Polskiego i działacz plebiscytowy. Badacz kultury ludowej ziemi malborskiej, wchodzącej w skład Powiśla.